# Алешандре Афонсо да Сілва
Алешандре Афонсо да Сілва (порт. Alexandre Afonso da Silva), відомий також як Алекс да Сілва (порт. Alex da Silva, 15 серпня 1983, Уберландія) — бразильський футболіст, захисник кіпрського «Аполлона».

## Біографія
Вихованець «Сан-Паулу». Розпочав футбольні виступи на батьківщині в клубах «Марілія» та «Сантус», але заграти не зумів, через що 2006 року перебрався в Бельгію, де підписав контракт з «Генком». У складі клубу більшість часу був основним півзахисником.
Другу половину сезону 2007/08 на правах оренди провів у «Брюсселі», але повернувшись влітку 2008 року до «Генка» допоміг команді виграти в наступному сезоні Кубок Бельгії.
Влітку 2009 року перейшов у «Сент-Трюйден», але вже через півроку повернувся на батьківщину. ставши гравцем «Оесте».
В серпні 2010 року перейшов в кіпрський «Еносіс», де провів весь наступний сезон, після чого став гравцем «Омонії», де провів ще півроку.
В січні 2012 року підписав контракт з ларнакським АЕКом, де також відразу став основним півзахисником команди, відігравши півтора року.
В червні 2013 року підписав дворічний контракт з донецьким «Металургом», в якому також став поступово залучатись до матчів основної команди.
18 травня 2016 став переможцем Кубка Кіпру 2015/16 у складі «Аполлона» за який виступає з липня 2015.

## Титули і досягнення
- Володар Кубка Бельгії (1):

«Генк»: 2008-09
- Володар Кубка Кіпру (4):

«Омонія»: 2011-12
«Аполлон»: 2015-16, 2016-17
АЕЛ:  2018-19
- Володар Суперкубка Кіпру (2):

«Аполлон»: 2016, 2017